# Jens Stötzel
Jens Stötzel (* Februar 1973 in Mudersbach) ist ein deutscher Kommunalpolitiker und war von 2010 bis 2017 Bürgermeister der Verbandsgemeinde Kirchen (Sieg).

## Leben
Stötzel begann 1989 eine Ausbildung zum Verwaltungsfachangestellten bei der Verbandsgemeindeverwaltung Kirchen (Sieg). 2003 erreichte er den Abschluss Diplom-Verwaltungswirt (FH) an der Fachhochschule für öffentliche Verwaltung Rheinland-Pfalz  und wurde 2005 Fachgebietsleiter bei der Verbandsgemeindeverwaltung Kirchen (Sieg).
Neben seinen Aufgaben bei der Verbandsgemeindeverwaltung ist er als Prüfer für das Prüfungsfach Kommunalrecht in den Laufbahnprüfungen des mittleren und gehobenen Dienstes an der Fachhochschule für öffentliche Verwaltung des Landes Rheinland-Pfalz tätig.
Stötzel ist verheiratet und hat eine Tochter.

## Politik
Stötzel ist parteilos. 
Bei den Kommunalwahlen am 7. Juni 2009 wurde er mit knapper Mehrheit zum hauptamtlichen Bürgermeister der Verbandsgemeinde Kirchen (Sieg) gewählt. Er trat sein Amt am 1. Januar 2010 an und löste den in den Ruhestand verabschiedeten Wolfgang Müller (CDU) ab. Stötzel ist der bisher jüngste Bürgermeister einer Verbandsgemeinde im Landkreis Altenkirchen (Westerwald). Bei der Bürgermeisterwahl am 24. September 2017 wurde Stötzel nicht wiedergewählt.